# Charles Egerton (homme politique)
Charles Egerton (12 mars 1654 - 11 décembre 1717), de Marchington, Staffordshire, est un politicien whig anglais qui siège à la Chambre des communes anglaise et britannique entre 1695 et 1711.

## Biographie
Egerton est le quatrième fils de John Egerton (2e comte de Bridgewater) et de son épouse Elizabeth Cavendish, fille de William Cavendish (1er duc de Newcastle). Il est admis au Middle Temple en 1673 et à Lincoln's Inn en 1678. Il épouse Elizabeth Murray, la fille et l'héritière de Henry Murray, valet de la chambre à coucher de Charles Ier et veuve de Randolph Egerton de Betley, Staffordshire. 30 avril 1691. Il est le frère de Sir William Egerton .
Egerton est élu député de Brackley, Northamptonshire sur le domaine de la famille à l'élection générale anglaise de 1695. Il vote pour la fixation du prix des guinées à 22 shillings en mars 1695, et vote pour l'attainder de Sir John Fenwick le 25 novembre 1696. Aux élections générales anglaises de 1698, il est réélu sans opposition et est un partisan de la Cour. Il est réélu sans opposition à la première élection de 1701 et après un scrutin à la deuxième élection de 1701, et de nouveau à l'élection générale anglaise de 1702. Aux Élections générales anglaises de 1705 il est réélu après scrutin et vote pour le candidat à la Cour comme président le 25 octobre 1705 et soutient la Cour dans la procédure sur la "clause de lieu" du projet de loi sur la régence le 18 février 1706. En 1708, il est réélu sans opposition en tant que député whig de Brackley. Il soutient la naturalisation des Palatins. Aux Élections générales britanniques de 1710 il est réélu après scrutin, mais invalidé sur pétition en faveur de John Burgh le 27 janvier 1711 .
De 1697 à 1709, Egerton est impliqué dans le soutien d'un plan pour faire pardonner les pirates de Madagascar et les faire revenir en Angleterre avec leur richesse considérable pillée. Porté par l'ancien pirate John Breholt, le programme perd de son attrait après la découverte du passé pirate de Breholt .
Egerton hérite d'une part des domaines d'Aubrey de Vere (20e comte d'Oxford), décédé en mars 1703, mais rencontre plus tard des difficultés financières. En 1712, il obtient une loi privée du Parlement pour vendre son manoir de Marchington dans le Staffordshire, pour payer ses dettes. Il ne représente plus au Parlement et meurt le 11 décembre 1717, à l'âge de 63 ans. Lui et sa femme ont un fils .